# Polaskia chichipe
Polaskia chichipe är en kaktusväxtart som först beskrevs av Rol.-goss., och fick sitt nu gällande namn av Curt Backeberg. Polaskia chichipe ingår i släktet Polaskia och familjen kaktusväxter. Inga underarter finns listade i Catalogue of Life.

## Bildgalleri

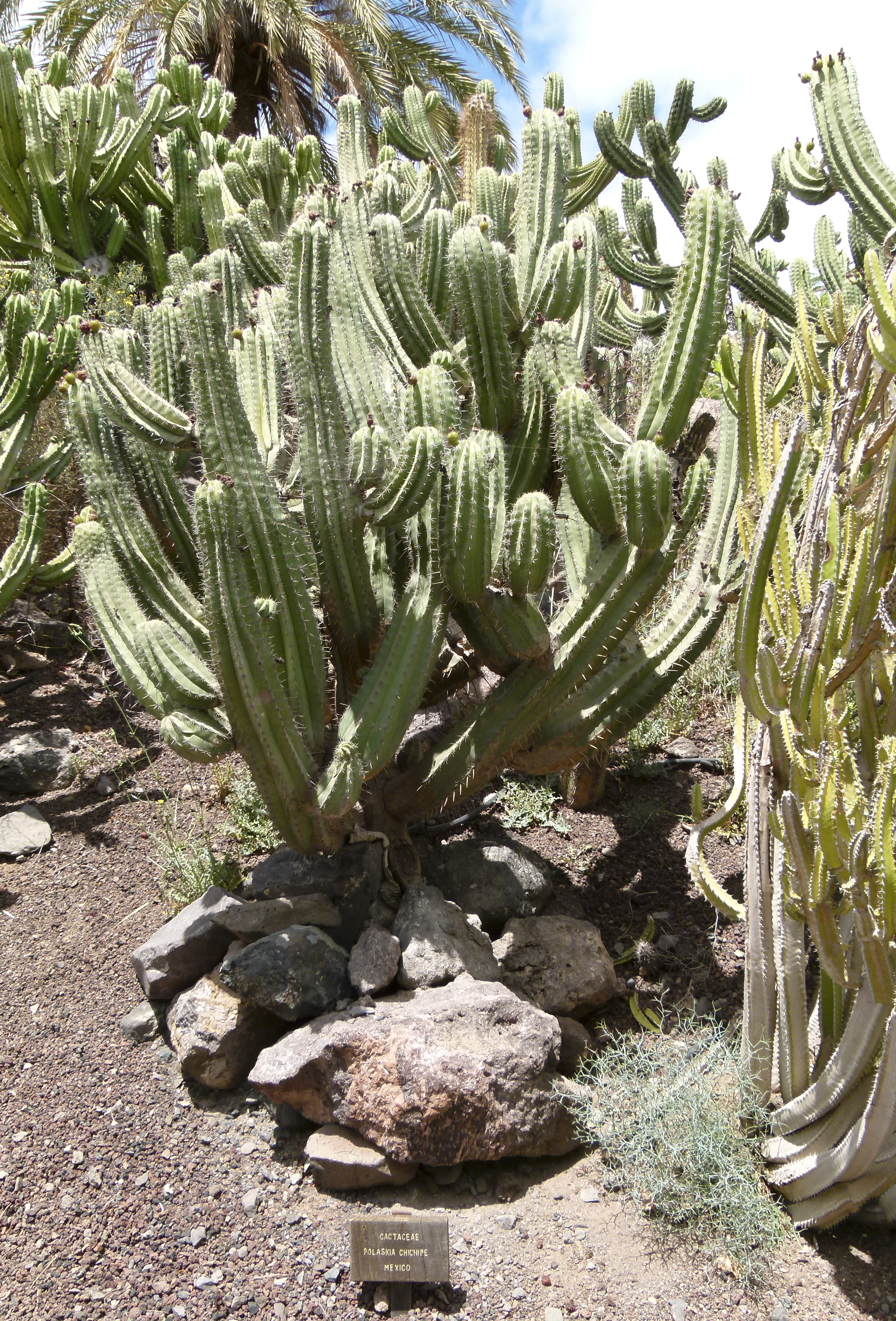
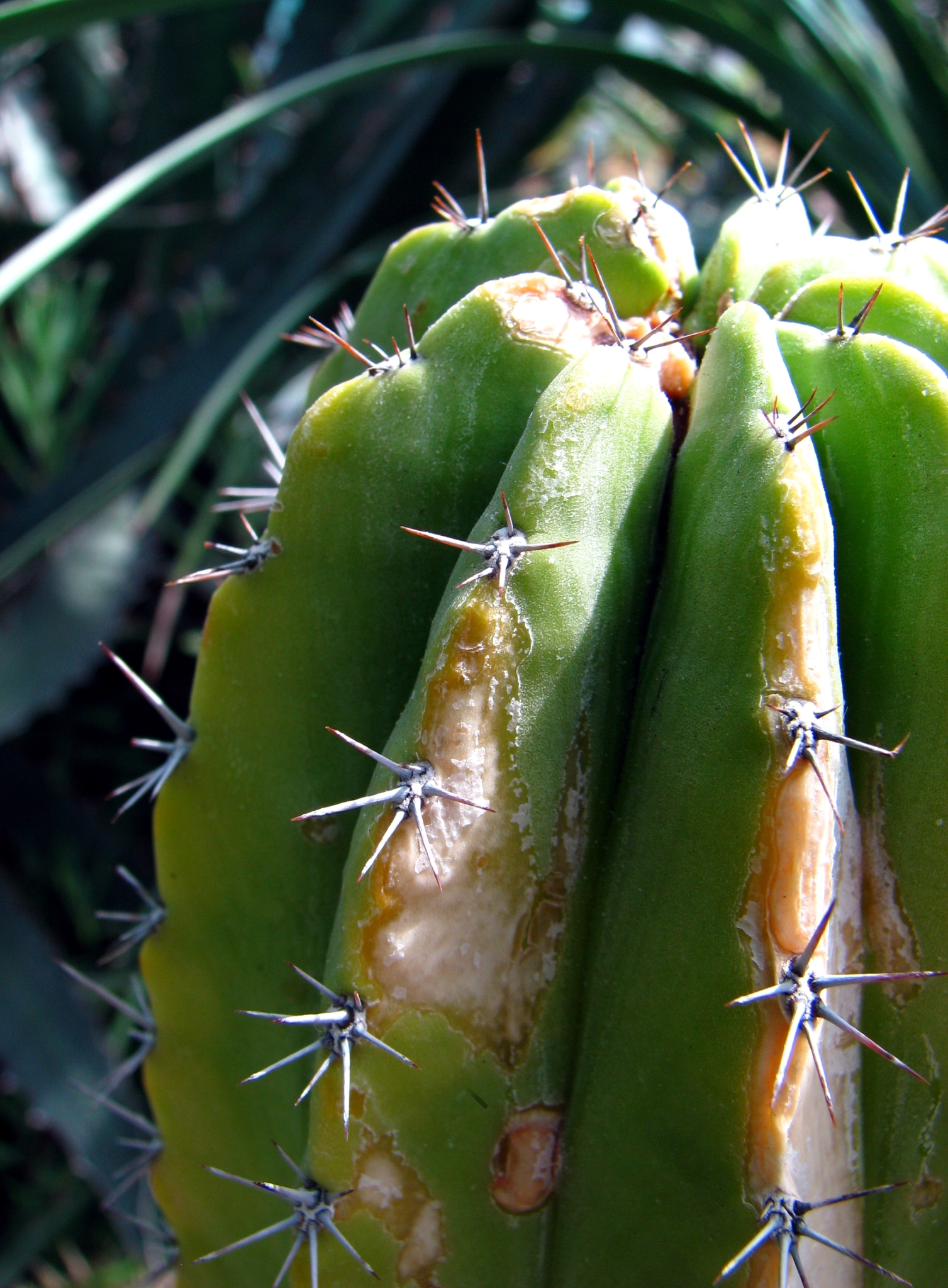
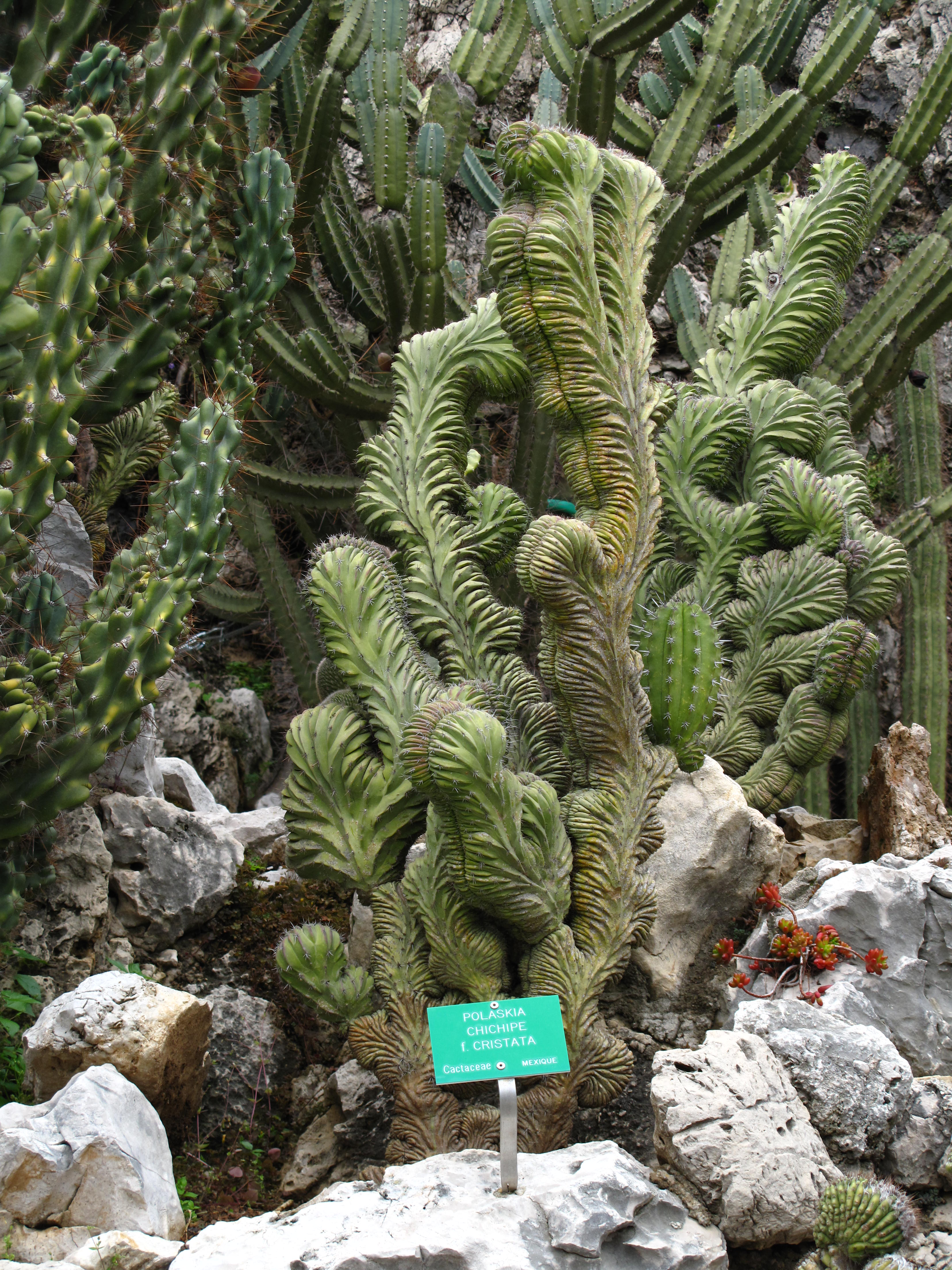
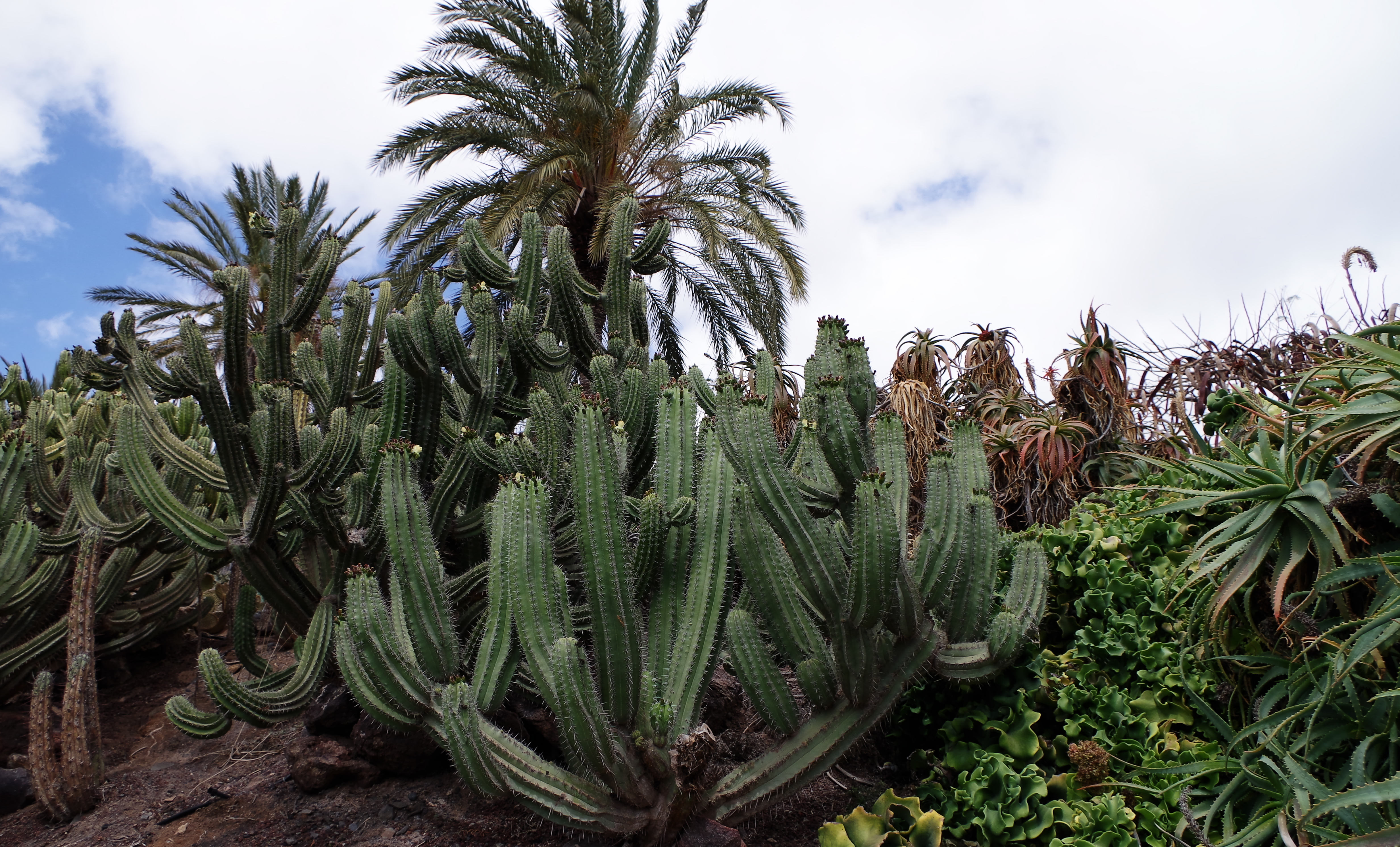
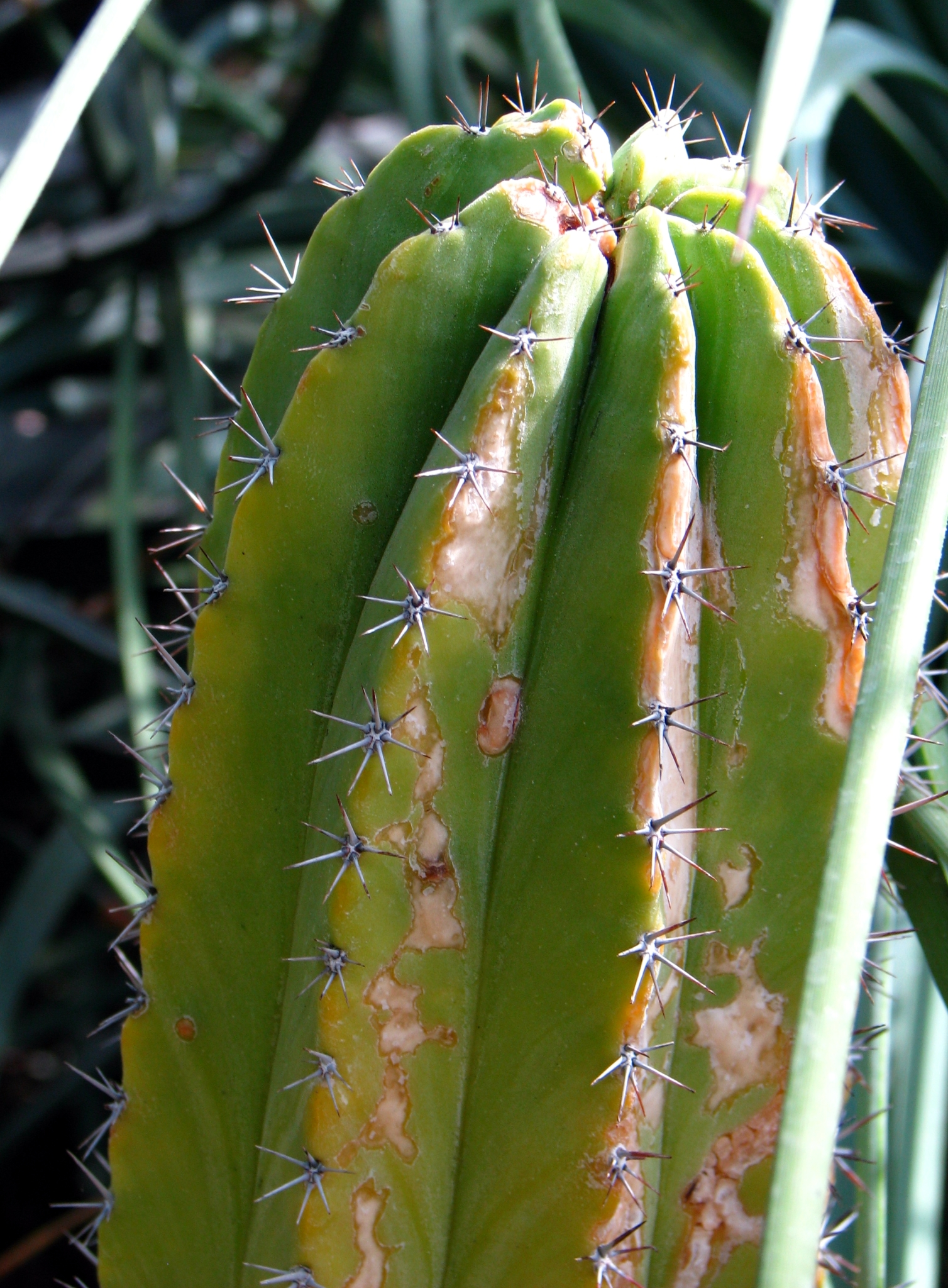
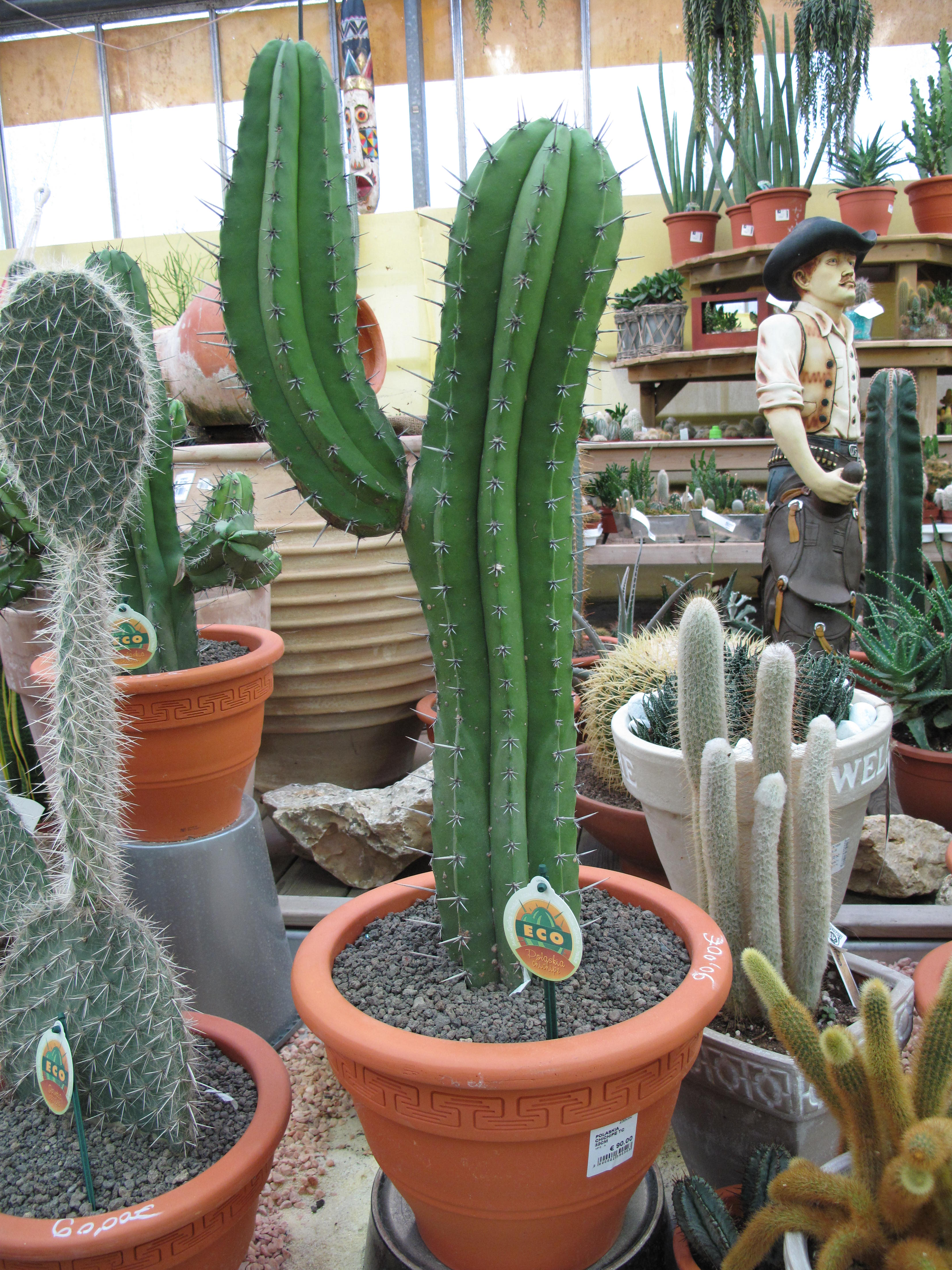